# Гуревич, Наум Абрамович
Наум Абрамович Гуревич (1910—2007) — российский учёный, радиоинженер, лауреат Сталинской премии 3-й степени.

## Биография
Родился 08.08.1910 г.
Окончил ЛЭТИ (1937) по специальности радиоинженер.
Работал в НИИ-33 НКАП (Ленинград). С 1939 г. начальник лаборатории ОРПУ КМРС (завод № 327). После начала войны под его руководством в осажденном городе за месяц был освоен выпуск танковых радиостанций (радиодетали для них извлекали из конфискованных у населения радиоприемников).
С 1942 г. главный конструктор Государственного союзного завода № 619 (Ленинград).
После войны работал начальником отдела в НИИ-33, НИИ-619, с 1961 г. — в Ленинградском институте мощного радиостроения (куда из НИИ-619 был переведён его отдел).
В конце 1940-х гг. под руководством В. М. Громова и Н. А. Гуревича были созданы радиоприёмники низкочастотного диапазона «Глубина» и «Вихрь».
Кандидат технических наук.
В начале 1980-х гг., нуждаясь в лечении дефицитными в СССР препаратами, эмигрировал в Израиль. Умер в 2007 году.
Лауреат Сталинской премии 3-й степени 1950 года — за изделие «Туман» (приёмник Р-672). Награжден орденом Красной Звезды (17.04.1940, «за успешную работу и проявленную инициативу по укреплений обороноспособности нашей страны»), медалями «За оборону Ленинграда», «За доблестный труд в Великой Отечественной войне 1941—1945 гг.»